# Чон Ба Ра
Чон Ба Ра (кор. 정바라, англ. Jung Ba Ra, род. 13 июня 1989 года в Сеуле) — южнокорейская шорт-трекистка, Двукратная серебряный призёр чемпионатов мира.

## Биография
Чон Ба Ра училась в средней школе Квангмун в Сеуле. В 2008 году поступила в Университет Данкук и уже в апреле она заняла 4-е место в общем зачёте на национальном чемпионате и отобралась в сборную на сезон 2008/09 годов. В октябре стартовала на кубке мира в Солт-Лейк-Сити и сразу заняла 2-е место в беге на 1500 м и в эстафете, следом в Ванкувере также выиграла серебро в эстафете, а в ноябре и в декабре завоевала ещё два серебра в составе эстафетной команды в Пекине и Нагано.
В январе 2009 года участвовала в зимней Универсиаде в Харбине и завоевала бронзу на дистанции 1000 м и серебро в эстафете, в феврале победила на зимних Национальных играх, завоевав три золотых медали в беге на 500 м, 3000 м и в эстафете. В марте выиграла серебряную медаль в эстафете на чемпионате мира в Вене, и серебряную медаль на командном чемпионате мира в Херенвене. 
В январе  2011 года выиграла на дистанциях 1500 и 3000 м на зимних Национальных играх и выиграла в общем зачёте. В феврале завоевала серебро в беге на 1500 м и золото в эстафете на зимней Универсиады в Эрзуруме. В ноябре 2011 года на национальном чемпионате заняла 3-е место, а в феврале 2012 года выиграла второй раз подряд на 1500 м с рекордом 2:45.964 сек на зимних Национальных играх, выступая за команду мэрии Уиджонбу и готовилась к отбору в национальную сборную в марте. Она сказала:
```
«Я выиграла национальный чемпионат в прошлом году, но сожалею, что не смогла участвовать в чемпионате мира». 
```

В апреле 2015 года она официально завершила карьеру, пройдя церемонию выхода на пенсию после национального чемпионата.